# Catocala couleti
Catocala couleti är en fjärilsart som beskrevs av Charles Oberthür. Catocala couleti ingår i släktet Catocala och familjen nattflyn. Inga underarter finns listade i Catalogue of Life.